# Bulbophyllum titanea
Bulbophyllum titanea là một loài phong lan thuộc chi Bulbophyllum.